# Maya Jribi

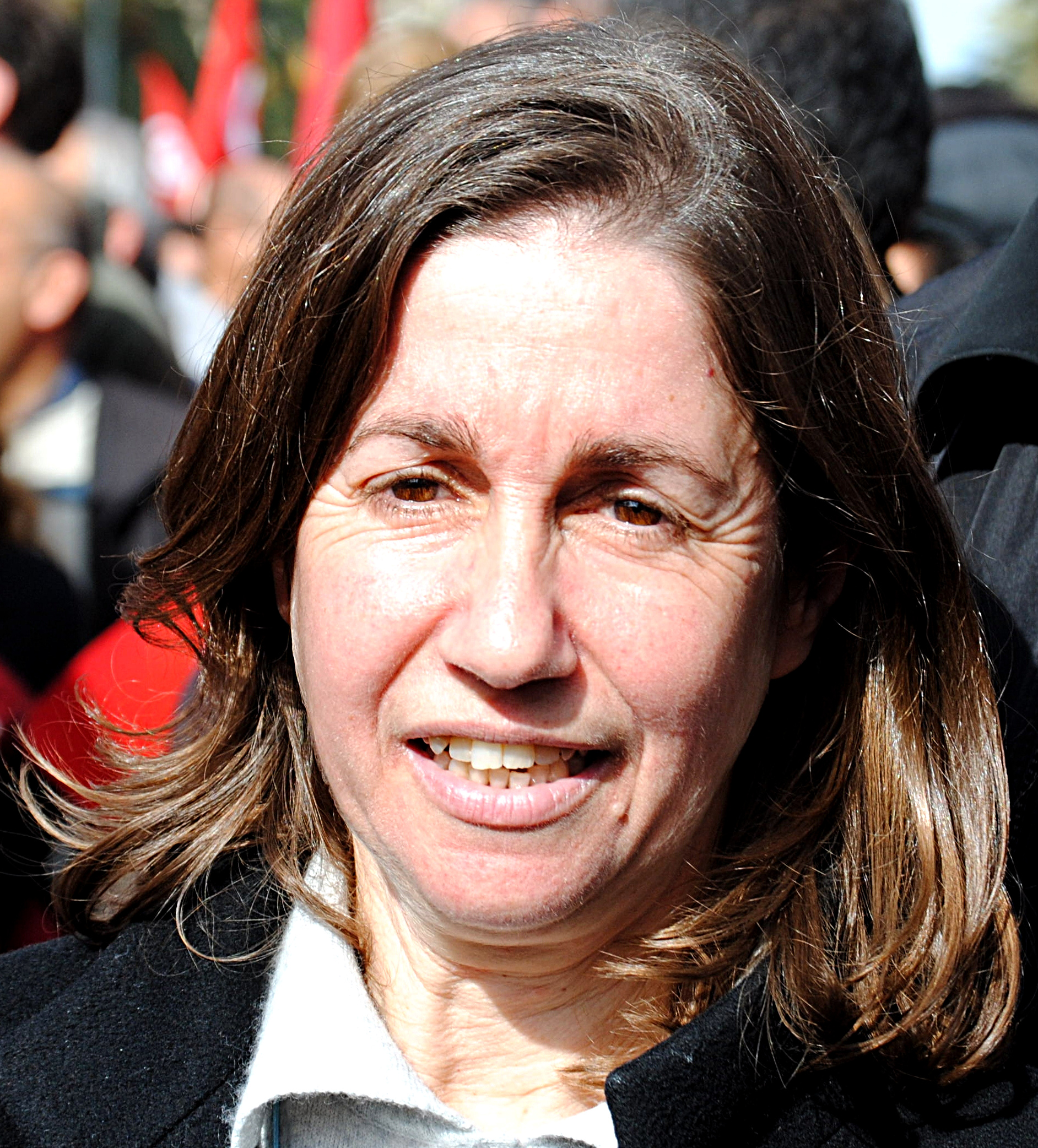
Maya Jribi (2012)

Maya Jribi (* 29. Januar 1960 in Bou Arada, Tunesien; † 19. Mai 2018) war eine tunesische Politikerin und Feministin. Von 2006 bis 2012 war sie Vorsitzende der Progressiven Demokratischen Partei (PDP). Seit dem Aufgehen der PDP in die Republikanische Partei im April 2012 war sie Generalsekretärin dieser säkular-liberalen Partei.

## Leben und politische Karriere
In den Jahren 1979 bis 1983 studierte Maya Jribi Biologie an der Universität von Sfax. In dieser Zeit wurde sie ein aktives Mitglied der Allgemeinen Union der tunesischen Studenten (UGET) und der tunesischen Liga für Menschenrechte. Sie schrieb für die unabhängige Wochenzeitung Erraï und später für die PDP-Zeitung Al Mawkif.
Zusammen mit Ahmed Najib Chebbi gründete Jribi im Jahr 1983 die „Sozialistische Progressive Sammlungsbewegung“ (RSP), die später in Progressive Demokratische Partei (PDP) umbenannt wurde. Sie war ab 1986 Mitglied der Parteileitung. Am 25. Dezember 2006 wurde Jribi zur Generalsekretärin der PDP ernannt. Somit war sie die erste Frau an der Spitze einer tunesischen Partei und die zweite Frau, die einer Partei im Maghreb vorstand. Vom 1. bis zum 20. Oktober 2007 befand sich Jribi mit Ahmed Najib Chebbi in Hungerstreik, um gegen eine Gerichtsentscheidung vom 1. Oktober zu protestieren, die die Zwangsräumung der Parteizentrale in Tunis anordnete. Es konnte zwar ein Kompromiss gefunden werden, der zur Unterzeichnung eines neuen Mietvertrages führte, allerdings erlitt Jribi „ernsthafte Gesundheitsschäden“.
Jribi führte die Wahlliste der PDP zur verfassungsgebenden Versammlung in Ben Arous am 23. Oktober 2011 an. Die Liste der PDP errang hier mit einem Wahlergebnis von 7,83 % insgesamt 17 Sitze. Am 9. April 2012 fusionierte die PDP mit anderen säkularen Parteien. In der entstandenen Republikanischen Partei Al Joumjouri war Jribi wiederum Generalsekretärin.
Sie bezeichnete in einem Interview Israel als „zionistisches Gebilde“ und forderte als Oppositionspolitikerin die Regierung auf, israelischen Touristen den Besuch der al-Ghriba-Synagoge auf der Insel Djerba zu untersagen.